# Зурівка
Зурі́вка — село Макарівської селищної громади Бучанського району Київської області. В селі 44 двори. Населення становить 27 осіб.
Під час перепису населення 1897 року на хуторі Зурівка був лише один двір і мешкало шість осіб. В часи війни загинуло 13 мешканців села. Після війни у Зурівці діяв колгосп ім. М. Горького, який після укрупнення господарств було приєднано до Завалівського господарства.

## Відомі люди
Народилися у Зурівці:
- Безугленко Анатолій Іванович — композитор, заслужений діяч мистецтв України, член Ліги українських композиторів та Асоціації діячів естрадного мистецтва, дипломант літературно-мистецької премії ім. Дмитра Луценка «Осіннє золото»